# Fanatics, Inc.
 (août 2023).
La mise en forme du texte ne suit pas les recommandations de Wikipédia : il faut le « wikifier ».
Les points d'amélioration suivants sont les cas les plus fréquents. Le détail des points à revoir est peut-être précisé sur la page de discussion.
- Les titres sont pré-formatés par le logiciel. Ils ne sont ni en capitales, ni en gras.
- Le texte ne doit pas être écrit en capitales (les noms de famille non plus), ni en gras, ni en italique, ni en « petit »…
- Le gras n'est utilisé que pour surligner le titre de l'article dans l'introduction, une seule fois.
- L'italique est rarement utilisé : mots en langue étrangère, titres d'œuvres, noms de bateaux, etc.
- Les citations ne sont pas en italique mais en corps de texte normal. Elles sont entourées par des guillemets français : « et ».
- Les listes à puces sont à éviter, des paragraphes rédigés étant largement préférés. Les tableaux sont à réserver à la présentation de données structurées (résultats, etc.).
- Les appels de note de bas de page (petits chiffres en exposant, introduits par l'outil «  Source ») sont à placer entre la fin de phrase et le point final[comme ça].
- Les liens internes (vers d'autres articles de Wikipédia) sont à choisir avec parcimonie. Créez des liens vers des articles approfondissant le sujet. Les termes génériques sans rapport avec le sujet sont à éviter, ainsi que les répétitions de liens vers un même terme.
- Les liens externes sont à placer uniquement dans une section « Liens externes », à la fin de l'article. Ces liens sont à choisir avec parcimonie suivant les règles définies. Si un lien sert de source à l'article, son insertion dans le texte est à faire par les notes de bas de page.
- La présentation des références doit suivre les conventions bibliographiques. Il est recommandé d'utiliser les modèles {{Ouvrage}}, {{Chapitre}}, {{Article}}, {{Lien web}} et/ou {{Bibliographie}}. Le mode d'édition visuel peut mettre en forme automatiquement les références.
- Insérer une infobox (cadre d'informations à droite) n'est pas obligatoire pour parachever la mise en page.

Pour une aide détaillée, merci de consulter Aide:Wikification.
Si vous pensez que ces points ont été résolus, vous pouvez retirer ce bandeau et améliorer la mise en forme d'un autre article.
Fanatics, Inc. est une entreprise américaine de e-commerce spécialisée dans la vente en ligne de produits de merchandising sportif (vêtements, cartes à collectionner, objets de collection). Fondée en 1995, la société est devenue l'un des plus grands détaillants en ligne de produits dérivés sportifs aux États-Unis. 
Fanatics détient les droits de licence exclusive pour la vente en ligne des marchandises officielles de plusieurs ligues sportives professionnelles comme la NFL, la NBA, la MLB et la NHL, ainsi que de nombreuses équipes universitaires. L'entreprise exploite également des boutiques physiques dans plusieurs stades et arénas à travers le pays.

## Histoire
Michael G. Rubin est le PDG de Fanatics. En 1998, Rubin a créé une entreprise de vêtements et de logistique, Global Sports Incorporated, qui deviendra plus tard GSI Commerce, une entreprise de commerce électronique valant plusieurs milliards de dollars. En 2011, Rubin a acquis Fanatics auprès de ses fondateurs, les frères Alan et Mitchell Trager ; le détaillant de produits sportifs basé en Floride avait une présence en ligne à travers les équipes universitaires et professionnelles, et les nouveaux actifs ont été fusionnés avec GSI. Rubin a vendu GSI à eBay plus tard cette année-là pour 2,4 milliards de dollars et a racheté l'activité de commerce électronique de produits sportifs, qui comprenait des boutiques en ligne pour toutes les ligues sportives nord-américaines ainsi que des centaines d'équipes et d'universités, en conservant le nom Fanatics, Inc. pour la nouvelle entreprise qui se profile.

## Après la fusion
En avril 2012, Fanatics a levé 150 millions de dollars auprès de Insight Venture Partners et Andreessen Horowitz et a acquis son rival basé en Floride, Dreams, Inc., pour 158 millions de dollars en espèces et 25 millions de dollars de dette. Cette décision a ajouté les marques Fans Edge et Mounted Memories, qui ont été rebrandées en tant que division Fanatics Authentic.
La vision de Rubin était de différencier Fanatics en répondant aux attentes en temps réel des fans et des partenaires sportifs mondiaux. En 2014, Doug Mack a été nommé PDG et Fanatics a ouvert un bureau dans la région de la baie de San Francisco pour exploiter le réservoir de talents technologiques de la Silicon Valley. Mack a aidé Fanatics à passer d'une entreprise de commerce électronique nationale à une marque axée sur le mobile et directe aux consommateurs, avec ses propres capacités de fabrication. Des priorités telles que la fabrication en temps réel, les données et la technologie ont guidé le modèle de commerce vertical innovant de l'entreprise[source insuffisante].
En 2015, Fanatics a levé 300 millions de dollars auprès de Silver Lake Partners et au début de l'année 2016, l'entreprise a acquis le détaillant Internet basé au Royaume-Uni, Kitbag, pour accélérer son expansion internationale et sa présence dans le football mondial.
En avril 2017, Fanatics a acheté Majestic Athletic, fabricant de vêtements de sport, ainsi que fournisseur d'uniformes MLB, à VF Corporation, dans le but d'ajouter à ses capacités croissantes de fabrication verticale. Nike Inc. prendrait finalement la relève en tant que partenaire officiel d'uniformes sur le terrain de la MLB, et Fanatics utiliserait les installations acquises lors de l'acquisition de Majestic pour fabriquer les uniformes MLB de Nike.
En septembre 2017, Fanatics a clôturé une levée de fonds de un milliard de dollars, dirigée par Softbank, avec la participation de la NFL, de la MLB, de la NHL, de la MLS et de la NFLPA. À cette époque, on s'attendait à ce que Fanatics génère 2,2 milliards de dollars de revenus annuels. Le mois suivant, Fanatics a acquis Fermata Partners pour transformer l'activité de sports universitaires sous licence, et une nouvelle division Fanatics College a été créée.
Au cours des deux années suivantes, Fanatics a annoncé des accords de 10 ans avec Nike, la National Football League et la Major League Baseball, accordant à Fanatics les droits de concevoir, fabriquer et distribuer tous les équipements de fans Nike vendus en magasin pour les deux ligues.
Au début de la pandémie en 2020, Fanatics et la MLB ont arrêté la production des maillots MLB pour fabriquer des masques et des blouses pour le personnel d'urgence luttant contre la COVID-19.
En utilisant exactement le même matériau qui était auparavant utilisé pour fabriquer les maillots MLB des Yankees, Red Sox, Phillies et de toutes les autres équipes, ce tissu a été utilisé pour fabriquer plus d'un million de masques et de blouses qui ont finalement été expédiés vers plus d'une douzaine d'États,.
En avril 2020, Michael Rubin, avec l'aide des employés de Fanatics du monde entier, a lancé le ALL IN Challenge, l'une des plus grandes collectes de fonds numériques de l'histoire. Le ALL IN Challenge, porté par des célébrités et des athlètes, a explosé sur les réseaux sociaux et a recueilli 60 millions de dollars pour fournir près de 300 millions de repas à Feeding America, Meals on Wheels, No Kid Hungry et World Central Kitchen. Également en 2020, Fanatics a créé la fondation All-In Challenge, qui continuera à servir de bras philanthropique de l'entreprise.
En Août 2020, l'entreprise a obtenu un financement de série E de 350 millions de dollars, portant la valorisation de Fanatics à 6,2 milliards de dollars. Utilisant les nouveaux fonds, Fanatics a acquis des actifs de Vetta Brands, notamment le principal producteur de couvre-chefs collégiaux, Top of the World. Cette acquisition a préservé plus de 200 emplois et a ajouté une échelle et des capacités significatives en matière de couvre-chefs.
En décembre 2020, Fanatics a acquis WinCraft, la principale entreprise de produits sous licence et de produits promotionnels, ce qui a accru la présence de l'entreprise dans les marchandises autres que les vêtements.

## Plateforme sportive numérique mondiale (2021-présent)
En mars 2021, Fanatics a obtenu un tour de financement de 320 millions de dollars, suivi d'un autre tour de financement de 325 millions de dollars en août 2021, portant la valorisation de l'entreprise à 18 milliards de dollars en septembre 2021. Lors de ce dernier tour de financement, Fanatics a également annoncé des plans pour évoluer en une plateforme sportive numérique mondiale en se développant dans de nouveaux domaines, notamment les NFT, les cartes à échanger, les jeux d'argent et les jeux, la billetterie, les médias, et plus encore. Avec ce changement, Rubin a pris le nouveau rôle de PDG de la plus grande entreprise Fanatics, tandis que Doug Mack est resté PDG de Fanatics Commerce et est devenu vice-président du conseil d'administration de l'entreprise élargie.
En mai 2021, Rubin a co-fondé la société de collectibles numériques Candy Digital avec Mike Novogratz et Gary Vaynerchuk. Candy Digital a obtenu un accord exclusif à long terme avec la MLB en tant que premier partenaire de contenu. Plus tard dans l'année, Candy Digital a réalisé un tour de financement de 100 millions de dollars, valorisant la société à 1,5 milliard de dollars. Le tour a été dirigé par Insight Partners et SoftBank Vision Fund2, et a inclus le membre du Temple de la renommée de la NFL Peyton Manning, Connect Ventures et Will Ventures. En janvier 2022, il a été rapporté que Fanatics se désengageait de sa participation de 60 % dans Candy Digital.
En août 2021, Fanatics a obtenu les droits de fabrication et de distribution à long terme des cartes à échanger auprès de la MLB, de la MLBPA, de la NBA, de la NBPA et de la NFLPA, à partir de 2026. Un mois plus tard, Fanatics Collectibles, la nouvelle activité de cartes à échanger et de collectibles de Fanatics, a réalisé un tour de financement de série A de 350 millions de dollars, valorisant l'entreprise à 10,4 milliards de dollars. Fanatics a acquis Topps, la marque de cartes à échanger sous licence prééminente qui a servi les collectionneurs, les fans et les détaillants depuis plus de 70 ans, début 2022. Dans le cadre de l'accord, environ 350 employés mondiaux de Topps sports et divertissement ont rejoint Fanatics, et la marque continuera à fonctionner sous Fanatics Collectibles.
En février 2022, Fanatics, ainsi que des personnalités du sport, du divertissement et de la culture, a acquis la marque de style de vie et de streetwear Mitchell & Ness auprès de Juggernaut Capital Partners. Mitchell & Ness continuera à fonctionner en tant que marque distincte au sein de la division Fanatics Commerce. En avril 2022, Fanatics a annoncé un tour de financement de 1,5 milliard de dollars, portant la valorisation la plus récente de l'entreprise à 27 milliards de dollars. Plus de la moitié de l'argent levé provenait de partenaires stratégiques, notamment des ligues sportives, des associations de joueurs et des propriétaires d'équipes, le plus grand investisseur étant la NFL.
En mai 2023, Fanatics a accepté un accord pour acheter l'activité américaine de PointsBet dans une acquisition d'une valeur de 150 millions de dollars, marquant le premier grand pas du géant sportif dans les paris sportifs aux États-Unis. En juin 2023, elle a augmenté l'offre à 225 millions de dollars dans le but de surenchérir sur DraftKings, après que cette société ait fait une offre concurrente de 195 millions de dollars.